# Oneillornis
Oneillornis — рід горобцеподібних птахів родини сорокушових (Thamnophilidae). Представники цього роду мешкають в Амазонії. Раніше їх відносили до роду Мурав'янка (Gymnopithys), однак за результатами молекулярно-генетичного дослідження їх було переведено до новоствореного роду Oneillornis, названого на честь американського орнітолога Джона Паттона О'Нейла.

## Види
Виділяють два види:
- Мурав'янка сиза (Oneillornis salvini)
- Мурав'янка чорнохвоста (Oneillornis lunulatus)